# Abdeslam Moussi
Pour les articles homonymes, voir Moussi.
Abdeslam Moussi est un joueur de football algérien né le 14 juin 1985 à Constantine, en Algérie. Il joue au poste d'attaquant en faveur du club de la JSM Béjaïa.

## Biographie
Abdeslam Moussi commence sa carrière chez les seniors en 2011 avec l'US Chaouia. Il signe ensuite avec le  MC Oran, club de première division, en 2015. 
En janvier 2016, il est convoqué en équipe d'Algérie A' par Christian Gourcuff, pour un stage de préparation.
Il inscrit six buts en première division algérienne lors de la saison 2015-2016.